# Сумбе
Су́мбе (порт. Sumbe) — город в Анголе, столица провинции Южная Кванза. До 1975 года носил название Нову-Редонду, в 1975-1981 гг — Нгунза-Каболу. Расположен на уровне моря. Население на 2010 год — 51 749 человек. В городе существует аэропорт.
Динамика изменения численности населения:
| Год  | Население |
| ---- | --------- |
| 1970 | 7911      |
| 2010 | 51 749    |

Среднегодовая температура воздуха — 23,8°С. Годовая сумма осадков — 470 мм. Наибольшее их количество выпадает с марта по апрель, наименьшее — с июня по август. Среднегодовая скорость ветра — 4,5 м/с.
| Показатель              | Янв. | Фев.  | Март  | Апр. | Май   | Июнь  | Июль  | Авг.  | Сен.  | Окт.  | Нояб. | Дек.  | Год  |
| ----------------------- | ---- | ----- | ----- | ---- | ----- | ----- | ----- | ----- | ----- | ----- | ----- | ----- | ---- |
| Средняя температура, °C | 23,8 | 23,98 | 23,78 | 24,3 | 24,96 | 23,46 | 22,86 | 23,55 | 24,08 | 23,88 | 23,52 | 23,72 | 23,8 |
| Норма осадков, мм       | 27   | 43    | 174   | 104  | 5     | 0     | 0     | 0     | 5     | 22    | 55    | 35    | 470  |
| Источник: Gaisma        |      |       |       |      |       |       |       |       |       |       |       |       |      |